# Известия академии наук Казахстана
Известия Национальной академии наук Республики Казахстан (каз. Қазақстан Республикасы Ұлттық ғылым академиясының хабарлары) — научные журналы, издаваемые по отдельным отраслям науки НАН Казахстана. Входят в Перечень научных изданий, рекомендуемых Комитетом по контролю в сфере образования и науки Министерства образования и науки Республики Казахстан для публикации основных результатов научной деятельности.
Выходят 6 раз в год на русском, казахском, английском языках.

## История
До 1991 под названием «Известия АН КазССР» выходили в следующих сериях: «Серия геологическая» (с 1940), «Серия биологическая» (с 1964, в 1963—65 «Серия ботаники и почвоведения»), «Серия физико-математических наук» (в 1947—62 «Серия математики и механики» и в 1955—62 «Известия Астрофизического института»), «Серия химическая» (с 1947, в 1963 «Серия технических и химических наук», в 1964—65 «Серия химических наук»), «Серия общественная» (с 1954, в 1954—62 «Серия истории, археологии и этнографии» и «Серия филологии и искусствоведения»).
В разные годы советского периода выходили 42 серии известий (по алфавиту):
- Археологическая
- Архитектурная
- Астроботаническая
- Астрономии, физики, математики и механики
- Биологическая
- Биологических наук
- Ботаники и почвоведения
- Ботаническая
- Географическая
- Геологическая
- Горного дела
- Горного дела, металлургии, строительства и стройматериалов
- Зоологическая
- Искусствоведения
- Истории, археологии, этнографии
- Истории, экономики, философии и права
- Историческая
- Краевой патологии
- Лингвистическая
- Литературная
- Математики и механики
- Медицинских наук
- Металлургии, обогащения и огнеупоров
- Металлургическая
- Микробиологическая
- Общественных наук
- Огнеупоров и стройматериалов
- Освоения пустынь
- Паразитологическая
- Почвенная
- Промгигиены и профзаболеваний
- Физико-математических наук
- Физиологии и биохимии растений
- Физиологическая
- Филологии и искусствоведения
- Филологическая
- Химических наук
- Хирургическая
- Экономики, философии и права
- Экономическая
- Энергетическая
- Юридическая

С 1998 получили название «Известия Академии наук Министерства науки Республики Казахстан», с 2000 «Известия Национальной академии наук Республики Казахстан».

## Серии
По данным на 2018 год выпускались 6 серий. Все серии печатают статьи и сообщения по отраслевой тематике. 
| Серия                                                                                     | Издается с | Главный редактор  | Соиздатель | ISSN                                 | Сайт                    |
| ----------------------------------------------------------------------------------------- | ---------- | ----------------- | ---------- | ------------------------------------ | ----------------------- |
| Серия аграрных наук (каз. Аграрлық ғылымдар сериясы)                                      | 2011       | Т. И. Есполов     | КазНАУ     | 2224-526Х                            | agricultural.kz         |
| Серия биологическая и медицинская (каз. Биология жəне медицина сериясы)                   | 1963       | Ж. А. Арзыкулов   | ИББР       | 2518-1629 (Online) 2224-5308 (Print) | biological-medical.kz   |
| Серия геологии и технических наук (каз. Геология жəне техникалық ғылымдар сериясы)        | 1940       | И. К. Бейсембетов | КазНИТУ    | 2518-170X (Online) 2224-5278 (Print) | www.geolog-technical.kz |
| Серия общественных и гуманитарных наук (каз. Қоғамдық жəне гуманитарлық ғылымдар сериясы) | 1962       | Т. О. Балыкбаев   | КазНПУ     | 2224-5294                            | soc-human.kz            |
| Серия физико-математическая (каз. Физика-математика сериясы)                              | 1963       | Г. М. Мутанов     | КазНУ      | 2518-1726 (Online) 1991-346X (Print) | physics-mathematics.kz  |
| Серия химии и технологии (каз. Химия жəне технология сериясы)                             | 1947       | М. Ж. Журинов     | ИТКЭ       | 2518-1491 (Online) 2224-5286 (Print) | chemistry-technology.kz |